# Йонне Аарон
Йонне Аарон полное имя Йонне Аарон Лийматайнен (фин. Jonne Aaron Liimatainen; род. 30 августа, 1983, Тампере) — финский музыкант, лидер группы Negative.
Йонне признаётся, что его вдохновителями являются Фредди Меркьюри и Эксл Роуз. Любимые группы — Hanoi Rocks, Guns N’ Roses, Queen, Nirvana, The Beatles и Muse.

## Семья и личная жизнь
У Йонне 2 брата: старший — Томми, являющийся менеджером группы, и младший — Вилле, лидер группы Flinch.
Йонне 9 лет состоял в близких отношениях со своей подругой Тииной Роутамаа, пока они не расстались летом 2011 года. Тиина известна по фильму «Звёздная развалина: В начале Пирка» 2005 года.

## Negative
Группа Negative была образована в конце 1997 года. Их дебютный альбом War of Love стал золотым в Финляндии.
В 2004 году под руководством продюсера T. T. Oksala (работал с HIM, The 69 Eyes, Lordi), Negative выпустили свой второй альбом Sweet & Deceitful.
В 2006 году выходит третий альбом Anorectic, а в мае 2008 года — четвёртый, Karma Killer. Negative были номинированы на Emma Gaala 2009 в двух категориях: лучший исполнитель года и лучшее DVD года (In the eye of the hurricane).